# Jahanbakht Tofigh
Jahanbakht Tofigh (né le 9 février 1931 et mort le 28 avril 1970) est un lutteur iranien spécialiste de la lutte libre. Il participe aux Jeux olympiques d'été de 1952 dans la catégorie des poids légers (62-67 kg). Il y remporte la médaille de bronze.

## Palmarès

### Jeux olympiques
- Jeux olympiques de 1952 à Helsinki,  Finlande
  -  Médaille de bronze.